# Can Thos
Can Thos és una masia de Massanes (Selva) inclosa a l'Inventari del Patrimoni Arquitectònic de Catalunya.

## Descripció
Masia aïllada, situada al barri del Rieral. Sembla que la casa primitiva seria a la part central, de planta quadrada i coberta a dues vessants amb tèula àrab. Consta de planta baixa i pis.
La porta principal és adovellada i en arc de mig punt. Les finestres són quadrangulars amb llinda, brancals i ampit de pedra. Destaca però, la finestra central que hi ha al primer pis, que té una llinda amb un arc conopial gravat. Als costats hi ha cadenes de carreus de pedra. La façana està treballada amb maçoneria i està arrebossada i pintada.
Segons sembla, al 1855 es va ampliar l'habitatge per la part dreta amb una edificació amb coberta a una sola vessant, i a diferents nivells. Només és destacable la finestra quadrangular amb llinda, brancals i ampit de pedra, gràcies a unes impostes, es forma un arc deprimit concau.

## Història
La masia està documentada des del 1200, també hi ha documents de 1500 i 1855. La seva actual estructura és deguda a una reforma realitzada entre els segles xvi i xvii, tot i que hi ha afegits posteriors. Destinat a masoveria des de principis del segle xx, es construí al costat, un nou edifici per a l'estada dels amos. Al 1940 va fer una important reforma interior. Antigament hi havia hagut dos forns de rajoles i dues fonts.